# Gare d'Iwama
La gare d'Iwama (岩間駅, Iwama-eki) est une gare ferroviaire japonaise située dans la ville de Kasama dans la préfecture d'Ibaraki. Elle est gérée par la East Japan Railway Company (JR East).

## Situation ferroviaire
La gare d'Iwama est située au point kilométrique (PK) 91,9 de la ligne Jōban.

## Histoire
La gare a été inaugurée le 4 novembre 1895.

## Service des voyageurs

### Accueil
La gare dispose d'un bâtiment voyageurs, avec guichet, ouvert tous les jours.

### Desserte
- Ligne Jōban :
  - voie 1 : direction Tomobe, Mito et Iwaki
  - voie 2 : direction Toride et Ueno (interconnexion avec la ligne Ueno-Tokyo pour Tokyo et Shinagawa)